# Eria imperatifolia
Eria imperatifolia är en orkidéart som beskrevs av Paul Ormerod. Eria imperatifolia ingår i släktet Eria och familjen orkidéer.
Artens utbredningsområde är Papua Nya Guinea. Inga underarter finns listade i Catalogue of Life.